# 伊那中央病院
伊那中央病院（いなちゅうおうびょういん）は、長野県伊那市にあり、伊那中央行政組合が運営する病院である。上伊那地域の中核的な医療機関である。また、災害拠点病院（地域災害医療センター）に指定されている。上伊那地域のみならず、権兵衛トンネルの開通により木曽地域からも患者が来院する。

## 診療科目
- 内科
- 神経内科
- 呼吸器科
- 消化器科
- 循環器科
- 小児科
- 外科
- 整形外科
- 形成外科
- 脳神経外科
- 呼吸器外科
- 心臓血管外科
- 皮膚科
- 泌尿器科
- 産婦人科
- 眼科
- 耳鼻咽喉科
- リハビリテーション科
- 放射線科
- 麻酔科
- 救急科地域救急医療センター
- 臨床検査科

## 沿革
- 1947年7月 - 上伊那郡伊那町 (当時) 錦町に町立伊那中央病院開設
- 1951年11月 - 同町天竜町に移転、一般病床36床、結核病床16床
- 1952年8月 - 一般病床22床増床。中央病棟増築、伝染病棟増築
- 1957年7月 - 名称を伊那市営伊那中央総合病院に変更[注釈 1]
- 1958年5月 - 一般病床115床、結核病床56床、伝染病床33床、総病床数204床に変更許可
- 1963年6月 - 一般病棟147床、結核病棟56床、伝染病胸33床、総病床数236床に変更許可
- 1976年10月 - 一般病棟250床、結核病床50床、伝染病胸33床、総病床数333床に変更許可
- 1981年5月 - がん診療の中核病院に指定される
- 1982年4月 - 結核病床を一般病床に使用許可。一般病床300床、伝染病床20床、総病床数320床
- 1997年1月 - 地域災害医療センター（災害拠点病院）に県から指定される
- 1999年3月 - 伝染病予防法の廃止に伴い伝染病床20床廃止
- 1999年4月 - 県より第二種感染症指定医療機関として4床指定
- 1999年12月 - 医療相談室開設
- 2000年7月 - 現在地において新病院起工式並びに 開院記念祭開催
- 2000年10月 - 医療材料管理システム（SPD）稼働
- 2001年12月 - 新病院・医師住宅看護師宿舎建設工事安全祈願祭
- 2002年2月 - 新医事会計システム稼働
- 2002年4月 - 新病院開設準備室設置
- 2003年4月 - 天竜川河岸段丘上の現在地へ移転。5市町村 (伊那市、高遠町、長谷村、箕輪町、南箕輪村) の組合立病院として再発足。認可病床：344床。20診療科。常勤医による地域救急医療センターの開設
- 2004年9月 -  4床増床し、総病床数348床（一般344床、感染4床）
- 2005年12月 - 災害医療研修棟を増設
- 2006年4月 - 46床増床し、総病床数394床（一般390床、感染4床）
- 2008年3月 - 4西病棟改修 (分娩室1室増)
- 2008年4月1日 - 里帰り出産受け入れ中止 (昭和伊南総合病院、辰野総合病院も同様。緊急時を除く。)。小児科は、要望により応じていた夜間および休日の診療を中止。[1]
- 2008年9月 - 産婦人科外来診療棟増設
- 2009年3月 - 総合情報システム (電子カルテ) 稼動 地域周産期医療センターに指定される
- 2009年4月 - 地域がん診療連携拠点病院に指定される
- 2012年4月 - 救命救急センターに指定される [2]
- 2016年7月 - 里帰り出産受け入れを再開

## 病棟・設備
現在(2008年9月）
- 東病棟（3階~6階部分が病床）
- 西病棟（3階~6階部分が病床）

基本は4床室である。特別室と3種の個室がある。
- ヘリポート

## 一般施設
- レストラン
- 売店
- 自動販売機
- ATM
  - 八十二銀行
  - 長野銀行
  - アルプス中央信用金庫
  - JA上伊那
- バスのりば
  - 伊那バス
    - 西箕輪線（伊那バス本社 - 病院 - 西箕輪 - 与地）
    - 伊那本線 (箕輪 - 病院 - 伊那バス本社 - 沢渡 - 赤木)
    - 伊那市内西循環線（メガドンキ伊那・伊那市駅方面）
    - 南箕輪村まっくんバス（村内各方面）

  - JRバス関東
    - 高遠線（伊那北・高遠方面）
- タクシーのりば